# Historia Arsenalu F.C.

## Wczesne lata (1886–1910)

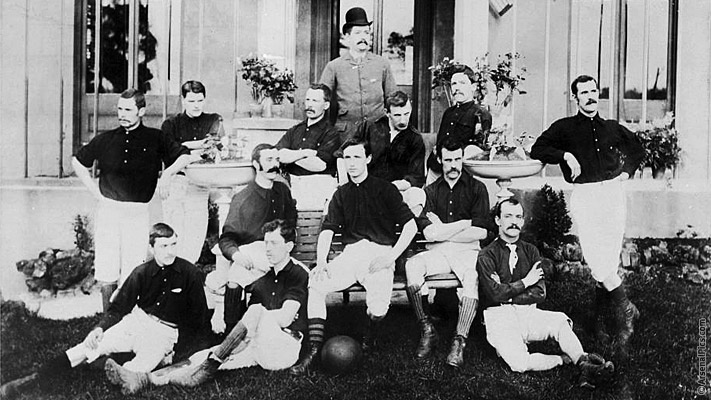
Royal Arsenal w sezonie 1888/1889

W 1886 r. grupa pracowników zakładów zbrojeniowych Royal Arsenal w Woolwich w południowo-wschodnim Londynie założyła klub piłkarski. Nazwali go Dial Square, pracowali bowiem w warsztacie o tej samej nazwie, położonym w środkowej części fabryki. Klub prowadzony był przez Szkota Davida Danskina, który kupił pierwszą piłkę oraz Jucka Humble'a; byli gracze Nottingham Forest, bramkarz Fred Beardsley oraz Morris Bates nabyli natomiast zestaw czerwonych strojów od swojego byłego zespołu i do dziś kolor czerwony ma stałe miejsce na domowych koszulkach Kanonierów.
Dial Square swój pierwszy mecz zagrał 11 grudnia 1886 roku z zespołem Eastern Wanderers na boisku w Isle of Dogs i wygrał go 6:0. Niedługo później, 25 grudnia klub został przemianowany na Royal Arsenal. Nazwa ta pochodzi od nazwy pubu oraz miejsca, gdzie pracowali gracze. Początkowo zespół grał swoje spotkania na Plumstead Common, jednak później występował w innych miejscach; grał na Sportsman Ground w Plumstead, następnie od 1888 roku na Manor Ground. Dwa lata później z powodu słabych udogodnień obiektu Arsenal przeniósł się na Invicta Ground. W 1893 roku powrócił jednak, ponieważ Invicta Ground okazał się zbyt kosztowny.
W tym czasie Royal Arsenal wygrywał lokalne rozgrywki, w sezonie 1889/1890 zdobył Kent Senior Cup oraz London Charity Cup, zaś rok później London Senior Cup; w 1889 roku klub rozpoczął także grę w Pucharze Anglii. Jednak później ukazała się przepaść pomiędzy Arsenalem a zawodowymi zespołami z północy. Niektórzy amatorscy piłkarze klubu byli kuszeni przez inne drużyny, które płaciły za grę i po zremisowanym meczu pucharu kraju z Derby County w 1891 roku Arsenal podpisał kontrakt z dwoma zawodnikami. Tym samym klub stał się zawodowy i zmienił swoją nazwę na Woolwich Arsenal.
Nie podobało się to jednak wielu amatorskim klubom z północny miasta i Woolwich Arsenal dostał zakaz gry w lokalnych rozgrywkach przez London Football Association. Zespół mógł rozgrywać wówczas tylko mecze towarzyskie i w Pucharze Anglii. Spróbował więc utworzyć południowy odpowiednik The Football League, jednak nie udało się to. W 1893 roku dostał propozycję gry w Football League, którą przyjął. Arsenal był pierwszym zespołem z południa Anglii, który występował w tej lidze, początkowo uczestniczył w Second Division; w odpowiedzi niektórzy gracze klubu, którzy odrzucili profesjonalizm rozpoczęli grę w drużynie Royal Ordnance Factories.

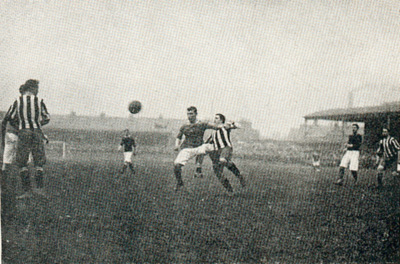
Woolwich Arsenal (w ciemnych koszulkach) gra w swoim pierwszym półfinale Pucharu Anglii, z zespołem Newcastle United na Victoria Ground, 31 marca 1906; Newcastle wygrało 2:0

Woolwich Arsenal grał w Second Division przez 11 sezonów zajmując miejsca w środkowej części tabeli, zanim szkoleniowcem klubu w 1899 roku stał się Harry Bradshaw. Ściągnął on do zespołu bramkarza Jimmy’ego Ashcrofta (pierwszy reprezentant Anglii w Arsenalu) oraz kapitana Jimmy’ego Jacksona i wraz z klubem wywalczył awans do First Division w sezonie 1903/1904. Jednak w maju 1904 Bradshaw opuścił zespół i został szkoleniowcem Fulham. Mimo to w sezonach 1905/1906 i 1906/1907 Woolwich Arsenal dotarł do półfinału Pucharu Anglii. Klub nie walczył jednak o mistrzostwo kraju i od 1904 do 1913 roku dwukrotnie zajmował miejsce powyżej dziesiątego w First Division.
Głównym powodem spadku formy klubu były problemy finansowe. Pomimo trwającego na początku XX wieku boomu w piłce nożnej dochody klubu były niskie. Spowodowane było to jego lokalizacją (słabo zaludniony Plumstead, na krańcu zurbanizowanego Londynu), a tym samym niską frekwencją na meczach i niewielkimi dochodami. Aby dalej istnieć Woolwich Arsenal był zmuszony sprzedać podstawowych zawodników (między innymi Ashcrofta, Tima Colemana i Berta Freemana), co pociągnęło za sobą spadek w dół tabeli. Pod koniec dekady średnia liczba kibiców na Manor Ground wynosiła 11 tysięcy, niewiele ponad połowę więcej niż w 1904 roku. Rozpoczęło się postępowanie upadłościowe, jednak do bankructwa nie doszło, ponieważ klub zakupiło konsorcjum biznesmenów. Głównym udziałowcem został Sir Henry Norris, który był także prezesem Fulham.

## Przeprowadzka na Highbury (1910–25)
Norris wiedział o problemach wynikających z lokalizacji klubu. Początkowo próbował dokonać połączenia Fulham i Woolwich Arsenal. Jednak nie zgodził się na to zarząd Football League. Norris porzucił ten pomysł i szukał miejsca, gdzie klub mógłby się przenieść. W końcu wybrał Highbury w północnym Londynie, pomimo obiekcji ze strony kibiców z Woolwich oraz mieszkańców dzielnicy. Według nieoficjalnych informacji Norris wydał 125 tysięcy funtów (około 8,2 milionów według cen w 2005 roku) na nowy stadion zaprojektowany przez Archibalda Leitcha. Woolwich Arsenal przeprowadził się tam w roku w 1913 roku, zaś w sezonie 1912/1913 spadł do Second Division. W kwietniu 1914 klub zmienił swoją nazwę na „Arsenal”, prasa początkowo nazywała jednak go „the Arsenal”.
W 1919 roku klub w kontrowersyjnych okolicznościach powrócił do First Division, mimo iż w ostatnim sezonie przed I wojną światową, 1914/1915 zajął szóste miejsce – jednak błąd w liczeniu średniej bramek przez Football League (poprawiono go w 1975 roku) spowodował, że Arsenal zajął tak naprawdę piątą lokatę. First Division została poszerzona z 20 do 22 zespołów i dwa nowe kluby zostały wybrane na zebraniu Football League. Jedno miejsce zostało przyznane Chelsea, która zajęła 19. miejsce w First Division i powinna zostać zdegradowana. Drugim zespołem miał być Tottenham Hotspur (20. miejsce w First Division), Barnsley (3. miejsce w Second Division) albo Wolverhampton Wanderers (4. miejsce w Second Division).
Zarząd ligi zdecydował jednak, że awansuje Arsenal. Norris sądził, że klub awansował z powodu jego „zasług dla ligi”, będąc pierwszym zespołem z południa Anglii, który uczestniczył w rozgrywkach Football League. 18 głosów było za awansem klubu, zaś osiem za lokalnym rywalem Arsenalu, Tottenhamem Hotspur, co spowodowało wrogość pomiędzy tymi dwoma zespołami. Twierdzono, że przyczyną awansu była korupcja sir Henry’ego Norrisa, który miał być w zmowie ze swoim przyjacielem Johnem McKenną, prezesem Liverpoolu i Football League.
Nie było jednak na to dowodów. Mimo to wyszły na jaw inne aspekty finansowego postępowania Norrisa nie związane z awansem. W 1929 roku opuścił on klub, kiedy to związek piłkarski The Football Association zauważył nieprawidłowości finansowe. Mimo kontrowersyjnego awansu w 1919 roku Arsenal pozostał w First Division i z tego powodu jest rekordzistą pod względem nieprzerwanej gry w najwyższej klasie rozgrywek.
Na nowy obiekt klubu – Highbury – przychodziło o wiele więcej osób niż wcześniej. Średnia frekwencja w pierwszym sezonie na tym stadionie wynosiła 23 tysiące (11 tys. na Manor Ground) i rosła po późniejszym awansie w 1919 roku, nie dopuszczając zarazem do bankructwa. Jednak po powrocie do First Division Arsenal nie zajmował w lidze najwyższych lokat. Pod wodzą Lesliego Knightona zespół nie zajął miejsca wyższego niż dziewiąte, zaś w sezonie 1923/1924 zajął 19. miejsce (jeden punkt nad strefą spadkową). Rok później klub był 20. w tabeli (w trakcie sezonu miał jednak nawet siedem punktów nad strefą spadkową) i w maju 1925 roku Knighton został zwolniony. Na jego miejsce przybył były trener Huddersfield Town Herbert Chapman.

## Era Chapmana

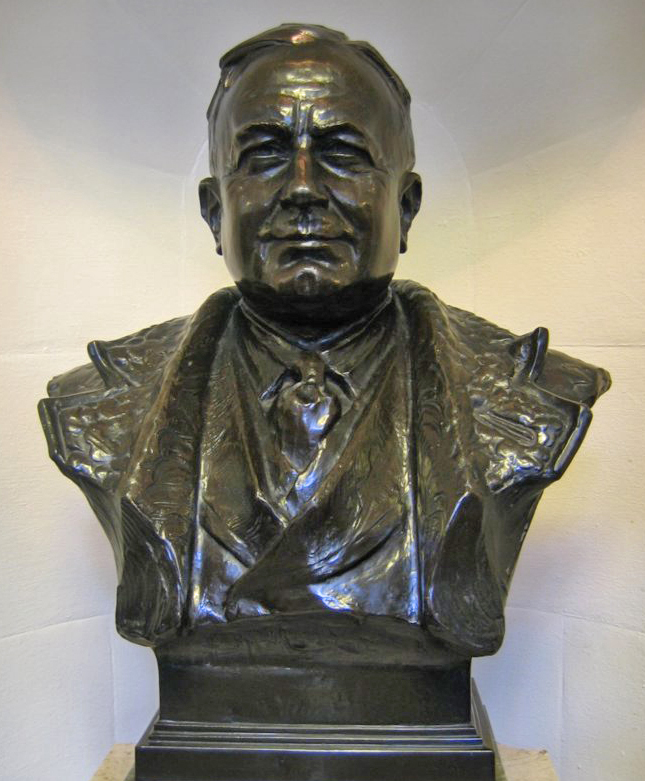
Osiągnięcia Herberta Chapmana zostały docenione poprzez wystawienie mu popiersia w marmurowym korytarzu na Arsenal Stadium

Chapman unowocześnił treningi klubu oraz dodał nazwiska piłkarzy na koszulkach w 1928 roku. Poza tym pięć lat później dodał białe rękawy do czerwonych strojów. Skłonił również władze miejskie do przemianowania pobliskiej stacji metra, Gillespie Road, na Arsenal. Dodatkowo namówił dziennikarzy, aby nazywali klub „Arsenal”, a nie „the Arsenal”.
Pierwszym zawodnikiem, z którym Chapman podpisał kontrakt był Charlie Buchan, który przyszedł z Sunderlandu. Po tym jak Arsenal przegrał 7:0 z Newcastle United w październiku 1925 roku zaproponował on zmianę ustawienia klubu z powodu nowych przepisów o spalonym. Od tego czasu Arsenal grał z trzema obrońcami.
W pierwszym sezonie pod przywództwem Chapmana Arsenal zajął drugie miejsce. W następnych latach zajmował jednak miejsca w środkowej części tabeli. Chapman ściągnął do zespołu nowych graczy, skrzydłowego Joego Hulme'a, napastnika Jacka Lamberta oraz obrońców Toma Parkera i Herbiego Robertsa. W 1927 roku klub dotarł do finału Pucharu Anglii, w którym przegrał 1:0 z Cardiff City.
Chapman sprowadzał więcej zawodników do klubu: późniejszego kapitana Arsenalu Eddiego Hapgooda oraz trzech ofensywnych graczy, Davida Jacka, Aleksa Jamesa i Cliffa Bastina. Trzy lata po swoim pierwszym finale pucharu kraju Arsenal ponownie to uczynił. Klub tym razem wygrał 2:0, po bramkach Jamesa i Lamberta. Mecz ten jest znany z powodu pojawienia się na nim niemieckiego sterowca LZ 127.
Było to pierwsze ważne trofeum zdobyte przez klub – zapoczątkowało dekadę sukcesów Arsenalu. W sezonie 1930/1931 klub został mistrzem kraju (w walce o ten tytuł uczestniczyła również Aston Villa). Londyński klub w tamtym sezonie wygrał 9:1 z Grimsby Town (co do dziś jest jego najwyższym zwycięstwem w najwyższej klasie rozgrywek) oraz zdobył 127 goli (najwięcej w swojej historii). Natomiast Aston Villa zdobyła o jedną bramkę więcej, co jest najlepszym wynikiem w całej lidze.
Rok później Arsenal dotarł do finału Pucharu Anglii, w którym przegrał 2:1 z Newcastle United. Klub wygrywał 1:0, a następnie Newcastle wyrównało, Jimmy Richardson podał piłkę do Jacka Allena, który to zdobył gola. Piłka jednak wcześniej przekroczyła linię bramkową i gra powinna zostać przerwana. W lidze Arsenal zajął drugie miejsce, dwa punkty za Evertonem.
W sezonie 1932/1933 klub został mistrzem Anglii. Sezon Arsenal rozpoczął słabo, jednak później zaczął wygrywać. W kwietniu pokonał na Highbury 5:0 Aston Villę i po raz drugi zdobył tytuł. W tym czasie pierwsi zawodnicy, których kupił Chapman zaczęli się starzeć. Zastąpił on więc Toma Parkera przez George’a Male’a, zaś na miejsce Davida Jacka przybył Ray Bowden. W Pucharze Anglii Arsenal odpadł w trzeciej rundzie po porażce z występującym wówczas w trzeciej lidze Walsall. Pięciu podstawowych zawodników zachorowało na grypę i ich miejsce zajęli zawodnicy rezerwowi.

## Trzykrotne mistrzostwo Anglii (1934–1939)

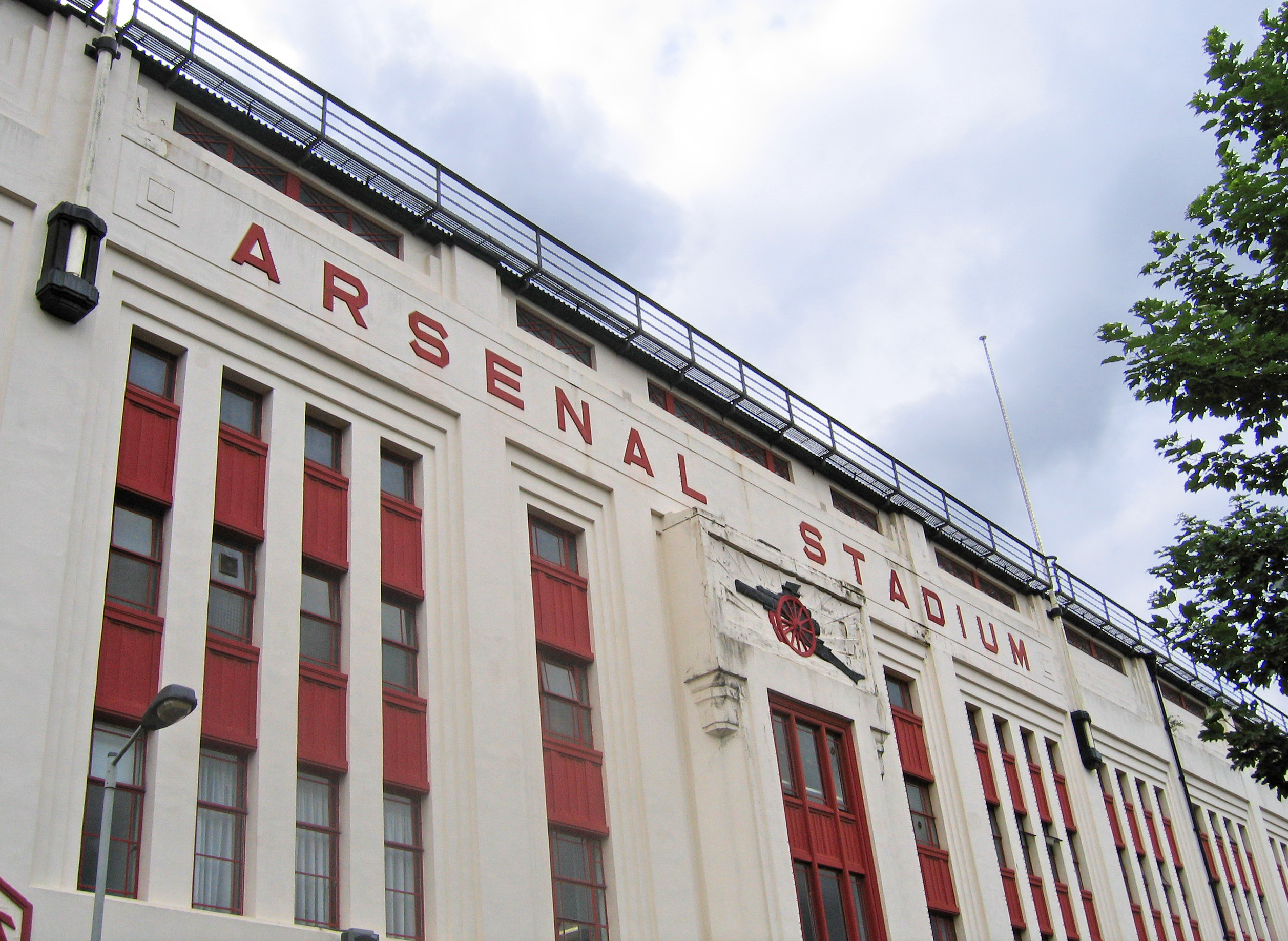
Fasada zachodniej trybuny Arsenal Stadium wybudowana w 1936 roku

W styczniu 1934 roku Chapman zmarł na zapalenie płuc. Mimo to, pod przywództwem tymczasowego trenera Joego Shawa klub obronił tytuł mistrza Anglii. Nie grali wówczas z powodu kontuzji Joe Hulme oraz Alex James i klub zdobył 75 bramek w lidze, zaś rok wcześniej 118.
Wcześniejszy dyrektor klubu, George Allison, objął latem posadę menadżera. Sprowadził do zespołu Jacka Craystona, Wilfa Coppinga oraz Teda Drake’a. Z nowymi zawodnikami Arsenal zdobył mistrzostwo kraju w sezonie 1934/1935, Drake zdobył również 42 bramki – najwięcej w całej historii zespołu. W listopadzie Anglia pokonała Włochów (ówczesnych mistrzów świata); w meczu tym wystąpiło siedmiu zawodników Arsenalu. Do dziś jest to rekord pod względem liczby piłkarzy jednego zespołu grających w jednym meczu reprezentacji Anglii.
W czasie sukcesów klubu na mecze przychodziło coraz więcej osób. W 1913 roku trybunę Leitcha wyburzono i zastąpiono nową w stylu Art déco (obecnie jest zabytkiem). Nad nasypem zachodnim oraz Clock End wybudowano dach. Najwyższa frekwencja na nowym stadionie wynosi 73 295 widzów, którzy przyszli 9 marca 1935 roku na mecz z Sunderlandem.
W sezonie 1935/1936 klub zdobył Puchar Anglii po pokonaniu w finale 1:0 Sheffield United. Arsenal nie obronił jednak tytułu mistrza kraju. Alex James zakończył wówczas karierę piłkarską, zaś inni gracze podstawowego składu, tacy jak Herbie Roberts i Joe Hulme mieli długie kontuzje. W sezonie 1937/1938 Arsenal wygrał jednak rozgrywki ligowe.

## II wojna światowa
Niedługo po rozpoczęciu w 1939 roku II wojny światowej zawieszono wszystkie oficjalne rozgrywki piłkarskie, zaś sezon 1939/1940 Football League anulowano. Stadion natomiast został zarekwirowany przez obronę przeciwlotniczą, a za południową trybuną (Clock End) umiejscowiono balon zaporowy. Podczas blitz niemiecka bomba spadła na północną trybunę. W tym czasie Arsenal rozgrywał swoje mecze na White Hart Lane, korzystając z uprzejmości lokalnego przeciwnika – Tottenhamu. Mecze w czasie wojny nie są uznawane za oficjalne spotkania; prowadzono tylko rozgrywki regionalne i często zespoły nie kończyły pełnego sezonu. Wielu graczy służyło w wojsku, zaś trenerzy byli przez długi czas daleko od swoich klubów i z tego powodu gościnnie służyli w innych zespołach. W sezonie 1942/1943 Arsenal zdobył Football League War Cup. W roku 1940 i 1943 wygrał rozgrywki ligi południowej, zaś w 1942 ligi Londynu. Z powodu uczestnictwa w tych ostatnich rozgrywkach Arsenal w roku 1941 został usunięty z The Football League wraz z 14 innymi zespołami. Powrócił jednak do niej w kwietniu następnego roku po zapłaceniu 10 funtów.
W listopadzie 1945 roku, kiedy to oficjalne rozgrywki były dalej zawieszone Arsenal był jednym z drużyn, które rozegrały towarzyski mecz z Dinamo Moskwa w Wielkiej Brytanii. Wielu graczy klubu służyło wówczas w wojsku i w zespole gościnnie zagrało sześciu zawodników, między innymi Stanley Matthews i Stan Mortensen. Z tego powodu Dynamo uważało, że grają przeciwko kadrze Anglii, mimo iż trzech piłkarzy Arsenalu pochodziło z Walii. Mecz rozpoczął się w gęstej mgle. Po pierwszej połowie Arsenal prowadził 3:1, jednak to Dynamo wygrało 4:3.

## Po wojnie
W czasie wojny zginęło dziewięciu graczy Arsenalu (najwięcej w najwyższej klasie rozgrywkowej), zaś kariery kilku innych, takich jak Bastin czy Drake zostały skrócone. Poza tym Arsenal musiał pokryć koszty naprawy zniszczonego Highbury. W sezonie 1945/1946 klub przegrał w trzeciej rundzie Pucharu Anglii 6:1 w dwumeczu z West Ham United. Rok później zajął 13. miejsce w lidze, najgorsze od 17 lat. George Allison po sezonie opuścił Arsenal i jego miejsce zajął Tom Whittaker, który wcześniej przez długi czas pracował w sztabie szkoleniowym klubu.
W roku 1948 klub pod przywództwem nowego trenera zdobył mistrzostwo kraju. Od października 1947 roku do końca sezonu Arsenal był na pierwszym miejscu tabeli i odniósł zwycięstwo przewagą siedmiu punktów. Podstawowi gracze klubu byli coraz starsi (Rooke, Mercer, Denis oraz Leslie Compton mieli ponad trzydzieści lat) i z tego powodu Whittaker sprowadził do zespołu młodych piłkarzy, takich jak Doug Lishman, Alex Forbes i Cliff Holton. Mimo to Arsenal nie walczył o kolejne ligowe tytuły. Wygrał jednak w 1950 roku Puchar Anglii dzięki dwóm bramkom Rega Lewisa w finale z Liverpoolem.
W sezonie 1951/1952 klub był bliski zdobycia dubletu, jednak między innymi z powodu kontuzji niektórych graczy pierwszego składu pod koniec rozgrywek przegrał dwa spotkania, w tym decydujące o mistrzostwie kraju z Manchesterem United. Ostatecznie Arsenal zajął trzecie miejsce w tabeli z taką samą liczbą punktów jak Tottenham Hotspur. Tydzień później klub grał w finale Pucharu Anglii. W meczu tym wystąpili zawodnicy, którzy wcześniej odnieśli kontuzje, jednak Walley Barnes po 35. minutach meczu musiał opuścić boisko z powodu zwichnięcia kostki (nie można było wykonywać zmian w tym spotkaniu). Niedługo później kontuzjowany był Holton, a także Don Roper i Ray Daniel. Pod koniec meczu w Arsenalu grało siedmiu graczy i ostatecznie Newcastle United wygrało 1:0 dzięki bramce George Robledo.
Jednak w następnym sezonie zespół został mistrzem kraju. Arsenal zdobył ten tytuł dzięki lepszej średniej bramek od Preston North End, które zakończyło sezon z taką samą liczbą punktów. Wydawało się, że to Preston zostanie mistrzem Anglii po tym, jak w przedostatnim meczu zespół ten pokonał Arsenal 2:0 na Deepdale. Londyńska drużyna pokonała jednak w następnym spotkaniu Burnley 3:2 i zdobyła mistrzostwo dzięki lepszej średniej bramek o 0,099 gola. Było to ostatnie trofeum Arsenalu do sezonu 1970/1971. Klub zaczął po tym osiągnięciu słabnąć, szczególnie po nieoczekiwanej śmierci Toma Whittakera w październiku 1956 roku.
Po spadku formy klubu nie przyciągał on już wielu dobrych graczy (reprezentant Walii, Jack Kelsey był wyjątkiem) i podstawowi gracze Arsenalu, tacy jak David Herd odchodzili do innych zespołów. Jack Crayston i George Swindin objęli po Whittakerze stanowisko szkoleniowca, jednak nie osiągali sukcesów. Poza trzecim miejscem w sezonie 1958/1958 i piątym w 1955/1956 drużyna zajmowała miejsca w środkowej części tabeli ligowej. Po dojściu w 1952 roku do finału Pucharu Anglii, Arsenal do 1970 roku nie przechodził dalej niż do ćwierćfinału. Poza tym w sezonie 1960/1961 największy rywal klubu, Tottenham, zdobył dublet.
W 1953 r. klub uzyskał mistrzostwo. Od śmierci Whittakera w 1956 r. rozpoczął się długi okres niepowodzeń i dopiero objęcie funkcji menedżera przez Bertiego Mee w 1966 r. przyniosło klubowi kolejne sukcesy.

## Od Mee do Grahama (1966–1986)
Bertie Mee był wcześniej klubowym lekarzem i nie miał żadnego doświadczenia w prowadzeniu zawodowej drużyny piłkarskiej. Mimo to w sezonie 1967/1968 doprowadził Arsenal do finału Pucharu Ligi. Klub przegrał w nim 1:0 z Leeds United. Rok później klubowi również udało się to osiągnąć, w finale przegrał jednak 1:3 z zespołem Swindon Town, grającym wówczas w trzeciej lidze. Rok później klub dotarł do finału Pucharu Miast Targowych. Pierwszy mecz z Anderlehctem Bruksela Arsenal przegrał 1:3, zaś w rewanżu wygrał 3:0 i zdobył trofeum. Był to pierwszy znaczący sukces londyńskiego zespołu od 17 lat.
W następnym sezonie Arsenal po raz pierwszy zdobył dublet, czyli mistrzostwo i Puchar Anglii w tym samym roku. Pierwsze miejsce w tabeli Kanonierzy zapewnili sobie 3 maja 1971 roku zwycięstwem 1:0 w wyjazdowym meczu ze swoim największym przeciwnikiem, Tottenhamem. Pięć dni później na Wembley, po zwycięskiej bramce Charlie George’a klub wygrał 2:1 w finale pucharu kraju z Liverpoolem.
W sezonie 1971/1972 Arsenal został wicemistrzem Anglii i dotarł do finału Pucharu Anglii. Przegrał w nim z Leeds United. Był to ostatni znaczący sukces Bertiego Mee. W następnych sezonach klub zajmował w lidze miejsce 10, 16 oraz 17. Z tego powodu Mee zrezygnował ze stanowiska szkoleniowca w 1976 roku i jego miejsce zajął Terry Neill, który jest najmłodszym trenerem, jaki kiedykolwiek prowadził Arsenal. Pod wodzą Neilla klub zajmował miejsca w pierwszej dziesiątce tabeli. Poza tym trzy razy z rzędu grał w finale pucharu kraju (1978, 1979 i 1980). W tamtym okresie rozgrywki wygrał raz, pokonując w 1979 roku 3:2 Manchesteru United.
W sezonie 1979/1980 Arsenal po zwycięstwie w półfinałowym meczu z Juventusem awansował do finału Pucharu Zdobywców Pucharów. W finale londyński zespół przegrał po serii rzutów karnych z hiszpańską Valencią. Po dogrywce był bezbramkowy remis. W grudniu 1983 roku Neill został zwolniony, a jego miejsce zajął Don Howe. Ściągnął on do zespołu Tony’ego Adamsa, który później wystąpił w ponad 500 meczach dla Arsenalu, Davida Rocastle oraz Nialla Quinna. Mimo to klub nie osiągał sukcesów, a frekwencja na meczach zaczęła spadać poniżej 20 tysięcy. W marcu 1986 roku Howe zrezygnował ze stanowiska. Niedługo później jego miejsce zajął George Graham.

## George Graham (1986–1995)

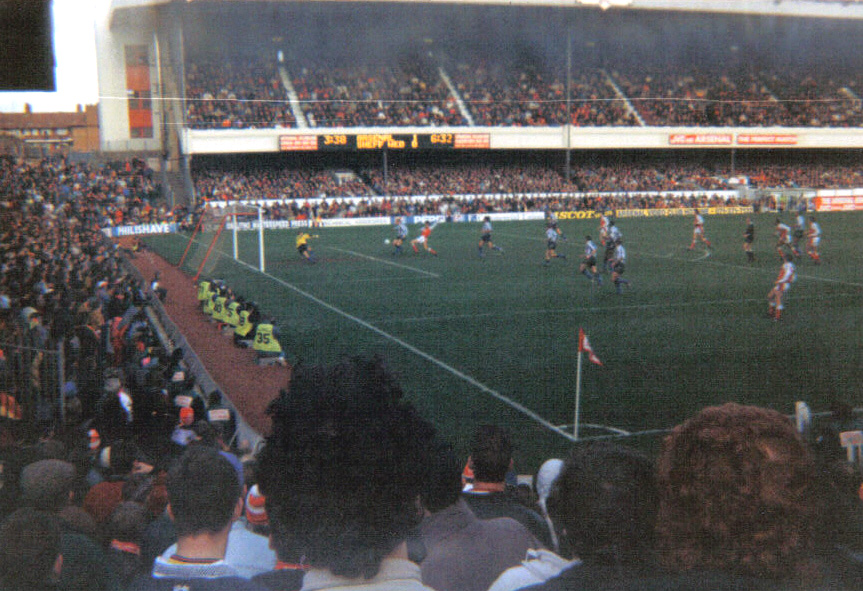
Spotkanie Arsenalu z Sheffield Wednesday

Wraz z objęciem funkcji menedżera przez George’a Grahama rozpoczął się dla Arsenalu okres sukcesów, ale też nieustannych drwin ze strony kibiców innych klubów. Graham bowiem wzmacniał obronę, więc grze jego drużyny często towarzyszyła przyśpiewka Boring, boring, boring Arsenal (Nudny, nudny, nudny Arsenal). W świecie Kanonierzy słynęli wówczas z pułapki ofsajdowej, zaś nadzwyczaj częstym wynikiem osiąganym przez zespół była wygrana 1:0. Jednak dzięki żelaznej konsekwencji w utrzymywaniu takiego stylu klub zawdzięcza sześć trofeów w ciągu następnych ośmiu lat: Puchar Ligi w 1987 i 1993 r., Puchar Anglii w 1993 r., mistrzostwo Anglii w 1989 i 1991 roku oraz Puchar Zdobywców Pucharów w 1994 r. Ten ostatni sukces Kanonierzy odnieśli po zwycięstwie 1:0 nad włoską Parmą na stadionie Parken w Kopenhadze i bramce Alana Smitha. O mistrzostwie kraju w 1989 r. zdecydowała tylko lepsza różnica bramek od drugiego Liverpoolu, zaś finisz rozgrywek należał do najbardziej emocjonujących w historii angielskiego futbolu. Obie drużyny zmierzyły się w ostatniej kolejce na stadionie Liverpoolu. By zdobyć tytuł Arsenal musiał wygrać różnicą dwóch bramek. Kanonierzy objęli prowadzenie na początku drugiej połowy po bramce Alana Smitha. Gdy kibice Liverpoolu świętowali już zdobycie mistrzostwa, Michael Thomas w 92. minucie strzelił bramkę na 2:0 zapewniając tym samym Arsenalowi mistrzostwo Anglii.
Graham odszedł z klubu w 1995 r. po tym, jak ujawniono, że przyjął 425 tys. funtów od norweskiego agenta Rune Hauge za podpisanie kontraktu z jego podopiecznymi – Pålem Lydersenem i Johnem Jensenem. Już po zwolnieniu, pod opieką byłego asystenta, Stuarta Houstona, zespół dotarł do finału Pucharu Zdobywców Pucharów, ale przegrał z Realem Saragossa 2:1 po bramce Nayima w ostatniej minucie dogrywki (uderzeniem ze środkowej linii boiska przelobował bramkarza Kanonierów Davida Seamana).
W sezonie 1995–1996 zespół przejął Bruce Rioch. Początkowo nadzieję na dalsze sukcesy dało podpisanie kontraktów z Dennisem Bergkampem i Davidem Plattem. Szybko jednak okazało się, że Ian Wright nie może zgrać się z Bergkampem w ataku, a Tony Adams miał problem alkoholowy. Trenera denerwował także fakt, że po skandalu z udziałem Grahama nie miał wolnej ręki w podpisywaniu kontraktów z zawodnikami. Kilka dni przed rozpoczęciem nowego sezonu zarząd nieoczekiwanie zwolnił Riocha, a następnie zatrudnił Francuza Arsène'a Wengera na stanowisku menedżera.

## Arsène Wenger (1996–2018)

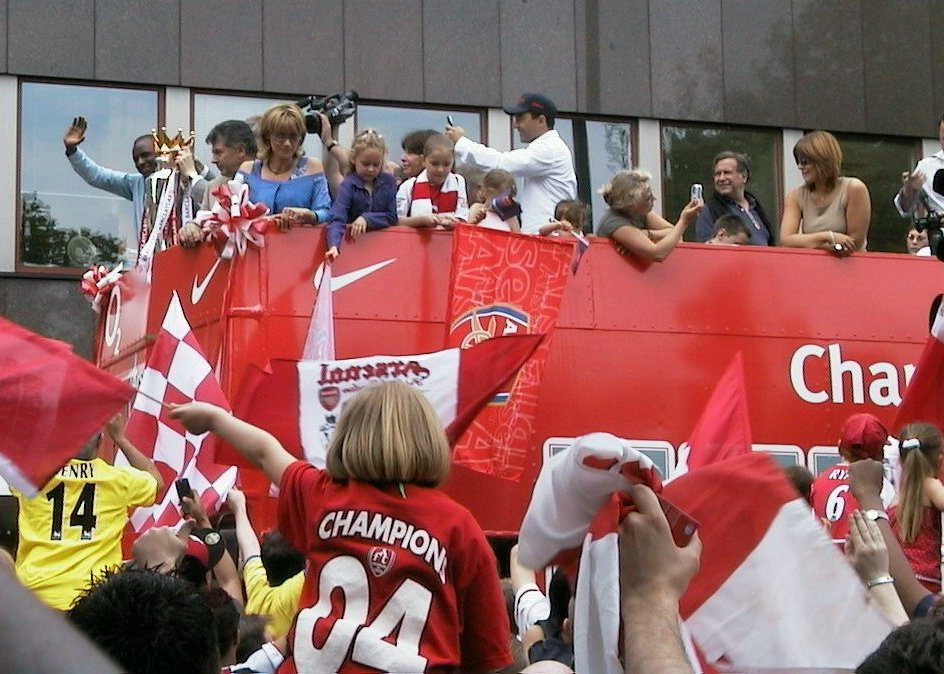
Parada Arsenalu po wygraniu ligi w sezonie 2003/2004

Arsène Wenger przeszedł do Arsenalu z japońskiej Nagoyi, ale znany był wcześniej w Europie, ponieważ trenował AS Monaco. Został on także pierwszym szkoleniowcem klubu spoza Wielkiej Brytanii. Do lata 1997 roku sprowadził do zespołu m.in. Patricka Vieirę, Nicolasa Anelkę, Emmanuela Petita czy Marca Overmarsa. W pierwszym sezonie pod wodzą nowego trenera klub zajął trzecie miejsce w lidze.
W roku 1998 Wenger poprowadził Arsenal do pierwszego po siedmiu latach tytułu mistrzowskiego oraz Pucharu Anglii. Był to drugi dublet dla klubu. W następnych latach Arsenal walczył o wygranie Premier League z Manchesterem United prowadzonym przez Alexa Fergusona. Wzajemne przytyki oraz ostre starcia na boisku i poza nim doprowadziły do tego, że władze ligi zabroniły obu menedżerom jakichkolwiek wartościujących wypowiedzi, które mogłyby podżegać do konfliktów. W sezonie 2001/2002 Arsenal odzyskał mistrzostwo Anglii. Poza tym zdobył puchar kraju.
Rok później wygrał ponownie rozgrywki o Puchar Anglii. W sezonie 2003/2004 wygrał Premier League. Osiągnął również passę 49 meczów bez porażki, od maja 2003 roku do października 2004. W lidze nie przegrał ani razu, przez co wyrównał rekord Preston North End z 1889 roku. Klub ten grał jednak 22 mecze, natomiast Arsenal 38. W tym czasie klub był określany jako „Niepokonani”. Z drugiej strony Arsenalowi nie wiodło się dotąd w pucharach europejskich. Klub przez lata nie mógł awansować do półfinału Ligi Mistrzów. Sztuka ta udała się dopiero, kiedy w lidze pojawił się kryzys. Po włączeniu się do rywalizacji o prymat londyńskiej Chelsea F.C., dofinansowanej przez rosyjskiego przedsiębiorcę Romana Abramowicza, w 2005/2006 r. Arsenal rozegrał swój najsłabszy od wielu lat sezon w Premiership. Ukończył go na miejscu czwartym, dopiero w ostatniej kolejce przeganiając Tottenham Hotspur. Jednak w Lidze Mistrzów doszedł do finału, pokonując po drodze m.in. Real Madryt, Juventus F.C. i Villarreal C.F. Uległ dopiero w finale z Barceloną, przegrywając 1:2. Sukces okazał się możliwy przede wszystkim dzięki szczelnej obronie – choć formacja defensywna złożona była głównie z młodych i niezbyt doświadczonych zawodników (kontuzje Campbella, Laurena i Cole’a), Arsenal stracił w całych rozgrywkach zaledwie cztery gole (dwa w fazie grupowej i dwa w finale).
| 17 maja 2006 20:45 CET | FC Barcelona · Eto’o 76' · Belletti 81' | 2–10–1raport | Arsenal · 36' Campbell                        | Stade de France, Francja Sędzia: Terje Hauge |
|                        | kartki: · Oleguer 69' · Larsson 90'+3'  |              | kartki: · 18' Lehmann · 22' Eboué · 51' Henry |                                              |

Arsenal w sezonie 2006/2007 w rozgrywkach Ligi Mistrzów odpadł po przegranym dwumeczu z PSV Eindhoven w fazie 1/8 finału. W Premier League klub zajął natomiast miejsce czwarte. Arsenal doszedł jednak do finału Pucharu Ligi, w którym przegrał 2:1 z Chelsea. Po sezonie zespół opuścił dotychczasowy kapitan, Thierry Henry, przechodząc do FC Barcelona (kontrakt opiewał na sumę 16,1 milionów funtów). W następnym sezonie mocno odmłodzona drużyna, pomimo dobrego początku, również nie odniosła znaczących sukcesów – trzecie miejsce w lidze, przegrane w ćwierćfinale Ligi Mistrzów, półfinale Pucharu Ligi i piątej rundzie Pucharu Anglii.
Po wygraniu Pucharu Anglii w 2005 roku kibice Arsenalu na następne trofeum czekali 9 lat, kiedy to w sezonie 2013/2014 ponownie sięgnęli po FA Cup w finale pokonując Hull City. Było to 11. tytuł w historii zrównując się na 1. miejscu z Manchesterem United. W następnym sezonie The Gunners zdobyli Tarczę Wspólnoty oraz obronili zdobyty Puchar Anglii stając się najbardziej utytułowanym klubem w tych rozgrywkach. Po 13. FA Cup Arsenal sięgnął w sezonie 2016/2017, a ostatnim trofeum za kadencji Wengera była zdobyta latem 2017 roku Tarcza Wspólnoty.